# Matías Valenti
Matías Valenti (La Plata, 3 settembre 2002) è un calciatore argentino, difensore dell'Independiente Rivadavia.

## Caratteristiche tecniche
È un difensore centrale.

## Carriera
Cresciuto nel settore giovanile del Gimnasia (LP), ha iniziato la sua carriera professionistico nel 2023 al Villa San Carlos dove ha debuttato il 13 febbraio nell'incontro di Primera B Metropolitana vinto 2-1 contro il Fénix. L'anno successivo è stato acquistato dai paraguaiani del General Caballero (JLM) dove ha giocato nella prima divisione del Paese, segnandovi una rete in 29 presenze
Il 7 gennaio 2025 ha fatto ritorno in patria, acquistato dall'Independiente Rivadavia, con cui ha esordito nella prima divisione argentina.

## Statistiche

### Presenze e reti nei club
Statistiche aggiornate al 13 luglio 2025.
| Stagione        | Squadra                 | Campionato      | Campionato | Campionato | Coppe nazionali | Coppe nazionali | Coppe nazionali | Coppe continentali | Coppe continentali | Coppe continentali | Altre coppe | Altre coppe | Altre coppe | Totale | Totale | Totale |
| Stagione        | Squadra                 | Comp            | Pres       | Reti       | Comp            | Pres            | Reti            | Comp               | Pres               | Reti               | Comp        | Pres        | Reti        | Pres   | Reti   |        |
| --------------- | ----------------------- | --------------- | ---------- | ---------- | --------------- | --------------- | --------------- | ------------------ | ------------------ | ------------------ | ----------- | ----------- | ----------- | ------ | ------ | ------ |
| 2023            | Villa San Carlos        | PBM             | 30         | 1          | -               | -               | -               | -                  | -                  | -                  | -           | -           | -           | 30     | 1      |        |
| 2024            | General Caballero (JLM) | PD              | 29         | 1          | CP              | 1               | 0               | -                  | -                  | -                  | -           | -           | -           | 30     | 1      |        |
| 2025            | Independiente Rivadavia | PD              | 11         | 0          | CA              | 2               | 0               | -                  | -                  | -                  | -           | -           | -           | 13     | 0      |        |
| Totale carriera | Totale carriera         | Totale carriera | 70         | 2          |                 | 3               | 0               |                    | -                  | -                  |             | -           | -           | 73     | 2      |        |